# Esteban Adrogué
Esteban Adrogué (Buenos Aires, 2 de septiembre de 1815 - Adrogué 25 de marzo de 1903) fue un ciudadano argentino, fundador de los actuales Municipios de Almirante Brown y Lomas de Zamora, ubicadas en el sur del Gran Buenos Aires.

## Biografía
Era hijo de José Ramón Adrogué y de Petrona Portela. Su padre, valenciano, se dedicó al comercio, actividad que también él desarrollaría en el ramo de suelas, el cual le permitió adquirir una sólida posición económica. Acumuló una importante fortuna, que le permitiría convertirse en un pionero de la urbanización de la zona sur del Gran Buenos Aires.
Su espíritu progresista y emprendedor lo llevó a preocuparse por las obras públicas y participar en varias de ellas. Participó de la construcción del Puente Alsina sobre el Riachuelo, la electricidad y la iluminación a gas de la Ciudad de Buenos Aires y la pavimentación de calles.
A mediados del siglo XIX fue uno de los fundadores de la ciudad de Lomas de Zamora, y contribuyó además a la creación del partido homónimo. Ya en la década de 1870 dio inicio al proyecto que lo haría famoso, la fundación de la ciudad cabecera del partido de Almirante Brown, llamada originalmente con el mismo nombre que el distrito, pero cambiada más tarde por "Adrogué", dada la costumbre de sus moradores en llamarla de ese modo.
Esteban Adrogué quiso que la villa que llevaría su nombre se destacara de las demás, por lo cual la dotó de un original trazado e hizo forestar sus calles, logrando que se convirtiera en centro de veraneo de la aristocracia porteña entre 1872 y 1920. Fue también propietario del Hotel La Delicia, originalmente su mansión particular, establecimiento por el que pasaron figuras como Jorge Luis Borges, Domingo Faustino Sarmiento, Adolfo Bioy Casares, Silvina Ocampo, Victoria Ocampo y Carlos Pellegrini, entre muchos otros.
El 12 de abril de 1837 se casó con Isidora Amestoy Arnais y Pinazo, dama de la sociedad porteña.
Luego de varios años de habitar en Adrogué, comenzó a sentirse disgustado con la ciudad, como revelaría en sus diarios, calificándola de insulsa y próspera.

## Fallecimiento
Don Esteban Adrogué falleció el 25 de marzo de 1903. Un monumento en su honor se alza en la plaza que lleva su nombre, en el centro de la ciudad de Adrogué. Sus restos descansan en el cementerio de la Recoleta, en Buenos Aires.